# Гала (шахи)
Гала — варіант шахів, також відомий як фермерські шахи, бо в них грали німецькі фермери в середньовіччі.
Грають у них на дошці 10х10. Області в кутах дошки розміром 4х4 відрізняються від області посередині. Цю область у формі хреста можна назвати середньою зоною.
Кожен гравець має: два королі, п'ять тур, п'ять слонів та вісім пішаків.
Білі: Королі a1, j1; Тури a3, b2, c1, i1, j2; слони a2, b1, h1, i2, j3; пішаки a4, b3, c2, d1, g1, h2, i3, j4.
Чорні: Королі a10, j10; тури a9, b10, h10, i9, j8; слони a8, b9, c10, i10, j9; пішаки a7, b8, c9, d10, g10, h9, i8, j7.
Ходи фігур у гала залежать від того, де вони розміщені. Перебуваючи в середній зоні ходи фігур можуть змінитися. А також є обмеження, де фігура може брати фігуру суперника.
Королі ходять, як звичайні королі. Але, перебуваючи на одному з чотирьох середніх квадратів, король може переміститися на будь-яке незайняте поле, крім тих, що були зайняті на початку гри. Наприклад, він може стрибнути з е5 на b4, але на а4 не може.
У кутку дошки тура ходить як звичайна тура, в середній зоні вона ходить як слон в класичних шахах. Брати тура може в середній зоні.
Слон повна протилежність тури. У кутку він ходить як звичайний слон, а в середній зоні як тура. Брати слон може в середній зоні.
Пішак ходить по діагоналі до середньої зоні. Пішаки можуть зробити перший хід на 2 поля, але при цьому вони не повинні вийти в середню зону, таким чином, це можуть зробити два середніх пішаки в кожному кутку. У середній зоні і в кутах суперника пішаки можуть ходити на одну клітину в будь-якому напрямку. коли пішак повернеться у свій квадрат (кут), він знову ходить вперед по діагоналі.
Брати пішак може лише після того, як залишить свій куток.
Коли гравець ставить шах королю супротивника, він каже: «Гала».
Виграє той гравець, хто з'їсть обидвох королів супротивника. Якщо гравці залишаться кожний з одним королем, гра вважається закінченою внічию.